# Ordre de l'Hermine (distinction contemporaine)
Pour les articles homonymes, voir Ordre de l'Hermine.
L’ordre de l’Hermine (Urzh an Erminig en breton) est un ordre honorifique civil institué en 1972 qui, géré par l'Institut culturel de Bretagne, récompense les personnes pour la contribution qu'elles ont apportée au rayonnement de la Bretagne. Il tient son nom de l'ordre de chevalerie fondé en 1381 par Jean IV, duc de Bretagne.
Le collier de l’Hermine, œuvre de l'artiste Pierre Toulhoat, est remis tous les ans par l'ICB à des personnalités de toutes nationalités. En 2021, il existait 149 récipiendaires. Ses membres sont appelés les Herminés. 

## Historique
Après quinze ans d’interruption, le CELIB demande à l’Institut culturel de Bretagne de pérenniser la tradition. La distinction est de nouveau remise depuis 1988 à quatre personnalités (sauf exception) ayant œuvré au rayonnement de la culture bretonne en Bretagne et dans le reste du monde

## Organisation
Son conseil comprend un chancelier et deux vice-chanceliers qui sont Yann Choucq, Yves Lainé et Riwanon Kervella. L'ordre est hébergé par l'Institut culturel de Bretagne, à Ti ar Vro à Vannes.

## Le collier
Depuis 1989, le collier de l'Hermine est l’œuvre de Pierre Toulhoat. 

## Récipiendaires
| Année     | Ville                    | Récipiendaire                      | Citoyenneté |
| --------- | ------------------------ | ---------------------------------- | ----------- |
| 1972      | Pontivy                  | René Pleven                        | France      |
| 1973      | Rennes                   | Jean Mévellec                      | France      |
| 1973      | Rome                     | Gabriele Pescatore                 | Italie      |
| 1974-1987 | Non remise               | Non remise                         | Non remise  |
| 1988      | Rennes                   | Vefa de Bellaing                   | France      |
| 1988      | Rennes                   | Pierre-Roland Giot                 | France      |
| 1988      | Rennes                   | Polig Monjarret                    | France      |
| 1988      | Rennes                   | Henri Queffélec                    | France      |
| 1989      | Nantes                   | Per Denez                          | France      |
| 1989      | Nantes                   | Louis Lichou                       | France      |
| 1989      | Nantes                   | Bernard de Parades                 | France      |
| 1989      | Nantes                   | Maryvonne Quéméré-Jaouen           | France      |
| 1990      | Auray                    | Chanig ar Gall                     | France      |
| 1990      | Auray                    | Charles Le Gall                    | France      |
| 1990      | Auray                    | Émile Le Scanv (Glenmor)           | France      |
| 1990      | Auray                    | Joseph Martray                     | France      |
| 1990      | Auray                    | Albert Trévidic                    | France      |
| 1991      | Quimper                  | Georges Lombard                    | France      |
| 1991      | Quimper                  | Robert Le Grand                    | France      |
| 1991      | Quimper                  | Pierre Laurent                     | France      |
| 1991      | Quimper                  | Pierre-Jakez Hélias                | France      |
| 1992      | Saint-Malo               | Ronan Huon                         | France      |
| 1992      | Saint-Malo               | Yvonne Jean-Haffen                 | France      |
| 1992      | Saint-Malo               | Michel Phlipponneau                | France      |
| 1992      | Saint-Malo               | Jordi Pujol                        | Espagne     |
| 1993      | Dinan                    | Anna-Vari Arzur                    | France      |
| 1993      | Dinan                    | Herry Caouissin                    | France      |
| 1993      | Dinan                    | Yann Poilvet                       | France      |
| 1993      | Dinan                    | Jean Tricoire                      | France      |
| 1994      | Vannes                   | Yvette Le Dret (br)                | France      |
| 1994      | Vannes                   | Pierre Lemoine                     | France      |
| 1994      | Vannes                   | Yvonig Gicquel                     | France      |
| 1994      | Vannes                   | Alan Stivell                       | France      |
| 1995      | Guérande                 | Jacques Briard                     | France      |
| 1995      | Guérande                 | Jean Fréour                        | France      |
| 1995      | Guérande                 | Lois Kuter                         | États-Unis  |
| 1995      | Guérande                 | Ivona Martin                       | France      |
| 1995      | Guérande                 | Loeiz Ropars                       | France      |
| 1996      | Pont-l'Abbé [2]          | André Lavanant (br)                | France      |
| 1996      | Pont-l'Abbé [2]          | Joseph Lec'hvien                   | France      |
| 1996      | Pont-l'Abbé [2]          | Pierre Le Treut                    | France      |
| 1996      | Pont-l'Abbé [2]          | Rita Morgan Williams               | Royaume-Uni |
| 1997      | Quintin                  | Jean L'Helgouach                   | France      |
| 1997      | Quintin                  | Jean-Jacques Hénaff                | France      |
| 1997      | Quintin                  | Dodik Jégou                        | France      |
| 1997      | Quintin                  | Raymond Lebossé                    | France      |
| 1998      | Vitré                    | Goulc'han Kervella                 | France      |
| 1998      | Vitré                    | Henri Maho                         | France      |
| 1998      | Vitré                    | Pierre Loquet                      | France      |
| 1998      | Vitré                    | Naig Rozmor                        | France      |
| 1999      | Nantes                   | Jean-Bernard Vighetti              | France      |
| 1999      | Nantes                   | Riwanon Kervella                   | France      |
| 1999      | Nantes                   | Patrick Malrieu                    | France      |
| 1999      | Nantes                   | Denise Delouche                    | France      |
| 2000      | Pontivy                  | Tereza Desbordes                   | France      |
| 2000      | Pontivy                  | Lena Louarn                        | France      |
| 2000      | Pontivy                  | René Vautier                       | France      |
| 2000      | Pontivy                  | Pierre-Yves Le Rhun                | France      |
| 2001      | Landerneau               | Rozenn Milin                       | France      |
| 2001      | Landerneau               | Pierre Toulhoat                    | France      |
| 2001      | Landerneau               | Marc Simon                         | France      |
| 2001      | Landerneau               | Dan Ar Braz                        | France      |
| 2002      | Lannion                  | Henri Lécuyer                      | France      |
| 2002      | Lannion                  | Yves Rocher                        | France      |
| 2002      | Lannion                  | Michael Jones                      | Royaume-Uni |
| 2002      | Lannion                  | Robert Omnes                       | France      |
| 2003      | Saint-Malo               | René Abjean                        | France      |
| 2003      | Saint-Malo               | Angèle Jacq                        | France      |
| 2003      | Saint-Malo               | Jean-Louis Latour                  | France      |
| 2003      | Saint-Malo               | Gilles Servat                      | France      |
| 2004      | Châteaubriant            | Albert Poulain                     | France      |
| 2004      | Châteaubriant            | Yannig Baron                       | France      |
| 2004      | Châteaubriant            | Marie Kermarec                     | France      |
| 2004      | Châteaubriant            | Pierre-Yves Moign                  | France      |
| 2004      | Châteaubriant            | Yann Goasdoué                      | France      |
| 2005      | Loctudy                  | Ewa Waliszewska                    | Pologne     |
| 2005      | Loctudy                  | Jean Kerhervé                      | France      |
| 2005      | Loctudy                  | Pierre Le Padellec                 | France      |
| 2005      | Loctudy                  | Jean Ollivro                       | France      |
| 2006      | Plœmeur                  | Claudine Mazéas                    | France      |
| 2006      | Plœmeur                  | Jean Pierre Vincent                | France      |
| 2006      | Plœmeur                  | Xavier Leclerc                     | France      |
| 2006      | Plœmeur                  | Claude Sterckx                     | Belgique    |
| 2007      | Saint-Brieuc             | Rhisiart Hincks                    | Royaume-Uni |
| 2007      | Saint-Brieuc             | Job an Irien                       | France      |
| 2007      | Saint-Brieuc             | Martial Pézennec                   | France      |
| 2007      | Saint-Brieuc             | François Le Quémener               | France      |
| 2008      | Rennes[3],[4]            | Gweltaz ar Fur                     | France      |
| 2008      | Rennes[3],[4]            | Yvonne Breilly Le-Calvez           | France      |
| 2008      | Rennes[3],[4]            | Viviane Hélias                     | France      |
| 2008      | Rennes[3],[4]            | Roger Abjean                       | France      |
| 2009      | Ancenis [5]              | Jean-Christophe Cassard            | France      |
| 2009      | Ancenis [5]              | Tugdual Kalvez                     | France      |
| 2009      | Ancenis [5]              | Yann-Fañch Kemener                 | France      |
| 2009      | Ancenis [5]              | Jean-Guy Le Floch                  | France      |
| 2009      | Guérande[6]              | Mona Ozouf                         | France      |
| 2010      | Lorient[7]               | Catherine Latour                   | France      |
| 2010      | Lorient[7]               | Annaig Renault                     | France      |
| 2010      | Lorient[7]               | Donatien Laurent                   | France      |
| 2010      | Lorient[7]               | André Chédeville                   | France      |
| 2011      | Quimper[8],[9]           | Andréa ar Gouilh                   | France      |
| 2011      | Quimper[8],[9]           | Yann Choucq                        | France      |
| 2011      | Quimper[8],[9]           | Joseph Le Bihan                    | France      |
| 2011      | Quimper[8],[9]           | André Pochon                       | France      |
| 2012      | Guingamp[10]             | Albert Boché                       | France      |
| 2012      | Guingamp[10]             | Yves Lainé                         | France      |
| 2012      | Guingamp[10]             | Ivonig Le Merdy                    | France      |
| 2012      | Guingamp[10]             | Yvon Morvan                        | France      |
| 2012      | Guingamp[10]             | Henri Morvan                       | France      |
| 2013      | Saint-Nicolas-de-Redon   | Yves-Pascal Castel                 | France      |
| 2013      | Saint-Nicolas-de-Redon   | Tangi Louarn                       | France      |
| 2013      | Saint-Nicolas-de-Redon   | Martial Ménard                     | France      |
| 2013      | Saint-Nicolas-de-Redon   | Jean-Jacques Monnier               | France      |
| 2014      | Nantes[11]               | Philippe Abjean                    | France      |
| 2014      | Nantes[11]               | Félix Le Garrec                    | France      |
| 2014      | Nantes[11]               | Nicole Le Garrec                   | France      |
| 2014      | Nantes[11]               | Jacqueline Lecaudey-Le Guen        | France      |
| 2014      | Nantes[11]               | Erwan Vallerie                     | France      |
| 2015      | Vannes[12]               | Eugène Riguidel                    | France      |
| 2015      | Vannes[12]               | Philippe Argouarc'h                | France      |
| 2015      | Vannes[12]               | Yvon Palamour                      | France      |
| 2015      | Vannes[12]               | Patrick Mareschal                  | France      |
| 2016      | Carhaix[13],[14]         | Nolwenn Korbell                    | France      |
| 2016      | Carhaix[13],[14]         | Jean Cévaër                        | France      |
| 2016      | Carhaix[13],[14]         | Yann-Fañch Jacq                    | France      |
| 2016      | Carhaix[13],[14]         | Mikael Bodlore-Penlaez             | France      |
| 2017      | Saint-Quay-Portrieux[15] | Alain Le Noac'h                    | France      |
| 2017      | Saint-Quay-Portrieux[15] | Nono                               | France      |
| 2017      | Saint-Quay-Portrieux[15] | Marie Rioual                       | France      |
| 2017      | Saint-Quay-Portrieux[15] | Louis Élégouët                     | France      |
| 2018      | Lorient[16]              | Gwyn Griffiths                     | Royaume-Uni |
| 2018      | Lorient[16]              | Yann Talbot                        | France      |
| 2018      | Lorient[16]              | Herve ar Beg                       | France      |
| 2018      | Lorient[16]              | Jorj Cadoudal                      | France      |
| 2019      | Rennes[17]               | Malo Bouëssel du Bourg             | France      |
| 2019      | Rennes[17]               | Mariannig Larc'hantec              | France      |
| 2019      | Rennes[17]               | Paul Loret                         | France      |
| 2019      | Rennes[17]               | Maripol Gouret                     | France      |
| 2019      | Rennes[17]               | Stéphanie Stoll                    | France      |
| 2020      | Guérande[18]             | Anna Mouradova                     | Russie      |
| 2020      | Guérande[18]             | Jorj Belz                          | France      |
| 2020      | Guérande[18]             | Pascal Jaouen                      | France      |
| 2020      | Guérande[18]             | Jean-Louis Jossic (Tri Yann)       | France      |
| 2020      | Guérande[18]             | Jean-Paul Corbineau (Tri Yann)     | France      |
| 2020      | Guérande[18]             | Jean Chocun (Tri Yann)             | France      |
| 2021      | Quimper                  | Danièle Novello Floc'hlay          | France      |
| 2021      | Quimper                  | Yvette Peaudecerf                  | France      |
| 2021      | Quimper                  | Bernez Audic                       | France      |
| 2021      | Quimper                  | Denez Prigent                      | France      |
| 2022      | Josselin[19]             | Michel Chauvin                     | France      |
| 2022      | Josselin[19]             | Yves Lebahy                        | France      |
| 2022      | Josselin[19]             | Olier ar Mogn                      | France      |
| 2022      | Josselin[19]             | Anne Quéméré                       | France      |
| 2023      | Dinan[20]                | Nathalie Beauvais                  | France      |
| 2023      | Dinan[20]                | Joël Cornette                      | France      |
| 2023      | Dinan[20]                | Monique le Boulc'h                 | France      |
| 2023      | Dinan[20]                | Ronan Le Coadic                    | France      |
| 2024      | Argentré-du-Plessis[21]  | Irène Frachon                      | France      |
| 2024      | Argentré-du-Plessis[21]  | Lukian Kergoat                     | France      |
| 2024      | Argentré-du-Plessis[21]  | Saig Jestin                        | France      |
| 2024      | Argentré-du-Plessis[21]  | Éamon Ó Ciosáin Michael D. Higgins | Irlande     |

### Nombre de titulaires par nationalité
| Pays        | Nombre de titulaires |
| ----------- | -------------------- |
| France      | 144                  |
| Royaume-Uni | 4                    |
| États-Unis  | 1                    |
| Belgique    | 1                    |
| Italie      | 1                    |
| Russie      | 1                    |
| Espagne     | 1                    |
| Pologne     | 1                    |
| Irlande     | 2                    |